# Freyung
Freyung ist die Kreisstadt des Landkreises Freyung-Grafenau im Regierungsbezirk Niederbayern. Die Stadt liegt im Dreiländereck Bayerischer Wald nahe an der Grenze zu Tschechien und Österreich.

## Geografie

### Geografische Lage
Die Kreisstadt liegt im Südosten des Bayerischen Waldes am Ufer des Saußbaches, der später die Wolfsteiner Ohe bildet. Nördlich von Freyung befindet sich der Nationalpark Bayerischer Wald. Freyung liegt 33 km nördlich von Passau, 17 km von der Grenze zu Tschechien, 18 km von Grafenau und 27 km von der Grenze zu Österreich entfernt.

### Gemeindegliederung
Es gibt 27 Gemeindeteile (in Klammern ist der Siedlungstyp angegeben):
- Ahornöd (Dorf)
- Aigenstadl (Kirchdorf)
- Bannholz (Weiler)
- Falkenbach (Dorf)
- Feldscheid (Dorf)
- Freyung (Hauptort)
- Geyersberg (Dorf)
- Grillaberg (Dorf)
- Köppenreut (Dorf)
- Kreuzberg (Pfarrdorf)
- Leitenmühle (Einöde)
- Linden (Dorf)
- Marchzipf (Dorf)
- Mundobl (Weiler)
- Neureut (Dorf)
- Oberndorf (Dorf)
- Öden (Weiler)
- Ort (Dorf)
- Perlesöd (Dorf)
- Pittersberg (Dorf)
- Promau (Dorf)
- Reschmühle (Weiler)
- Saußmühle (Einöde)
- Schönbrunn (Dorf)
- Solla (Dorf)
- Speltenbach (Dorf)
- Winkelbrunn (Dorf)

### Klima

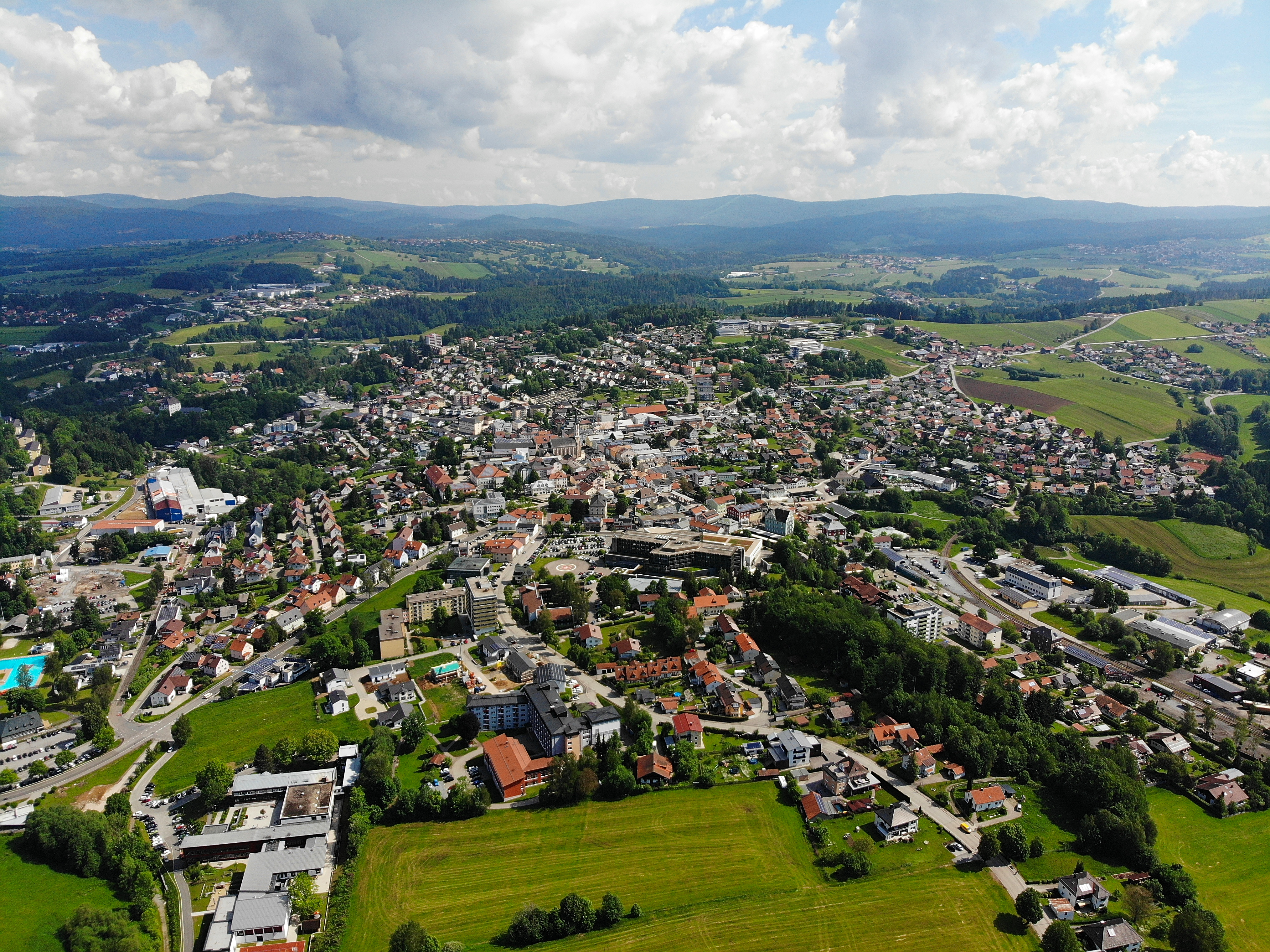
Freyung Luftaufnahme (2021)

|                       | Jan | Feb | Mär | Apr | Mai | Jun | Jul | Aug | Sep | Okt | Nov | Dez |   |      |
| Mittl. Tagesmax. (°C) | 0   | 2   | 9   | 14  | 19  | 22  | 24  | 22  | 20  | 13  | 6   | 2   | ⌀ | 12,8 |
| Mittl. Tagesmin. (°C) | −6  | −5  | −2  | 3   | 7   | 11  | 12  | 12  | 9   | 4   | −1  | −4  | ⌀ | 3,4  |
|                       |     |     |     |     |     |     |     |     |     |     |     |     |   |      |
| Sonnenstunden (h/d)   | 3   | 3   | 5   | 6   | 7   | 6   | 7   | 7   | 6   | 4   | 2   | 1   | ⌀ | 4,8  |
|                       |     |     |     |     |     |     |     |     |     |     |     |     |   |      |
| Regentage (d)         | 17  | 17  | 15  | 15  | 16  | 17  | 16  | 17  | 12  | 12  | 15  | 17  | Σ | 186  |

| −6 |

| −5 |

| −2 |

| 3 |

| 7 |

| 11 |

| 12 |

| 12 |

| 9 |

| 4 |

| −1 |

| −4 |

| −6 |

| −5 |

| −2 |

| 3 |

| 7 |

| 11 |

| 12 |

| 12 |

| 9 |

| 4 |

| −1 |

| −4 |

## Geschichte

### Von der ersten urkundlichen Erwähnung bis zum 19. Jahrhundert
Erste Siedlungen aus dem 13. Jahrhundert auf dem Gebiet der heutigen Stadt Freyung sind bekannt; die Einwohner ließen sich in der Nähe der alten Burg Wolfstein, die der Bischof Wolfger von Erla um 1200 errichten ließ, in einem Rodungsdorf nieder. Zuvor hatte Kaiser Heinrich VI. das Land 1193 an einige Passauer Bischöfe abgetreten. Die Freyung war damals noch kein Ortsname, sondern bezeichnete ein Gebiet, in dem den Siedlern eine Freiung, das heißt eine Befreiung von den Steuern, gewährt wurde. 1301 wurde dieser Ort als Purchstol zu Wolferstein und ein Wald dazu erstmals urkundlich erwähnt.
Bereits 1354 erhielt der Nachbarort Kreuzberg, der Anfang des 14. Jahrhunderts gegründet worden war, das Marktrecht, das 1523 auf Freyung übertragen wurde. Als im Jahre 1380 in Freyung eine Pfarrkirche errichtet wurde, war Kreuzberg schon länger ein bekannter Wallfahrtsort. Die heutige Kreuzberger Pfarrkirche und die erste Schule des Ortes wurden um 1500 erstmals erwähnt. Im Mittelalter wurden die beiden Ortschaften zweimal von der Pest heimgesucht, was jedoch der Popularität des Wallfahrtsortes nicht schadete.
Als 1803 das Hochstift Passau mit dem Reichsdeputationshauptschluss aufgelöst wurde, fiel Freyung zunächst dem österreichischen Herzogtum Salzburg zu und kam  zwei Jahre später mit dem Frieden von Pressburg an das Königreich Bayern. 1811 wurden 535 Einwohner gezählt. Bei einem verheerenden Stadtbrand 1872 wurden 39 der etwa 70 Häuser zerstört.

### 20. Jahrhundert und jüngere Vergangenheit
Am 3. Dezember 1953 wurde Freyung zur Stadt erhoben. Nach der Eingemeindung von Ort war Freyung vom 1. April 1954 bis zum 30. Juni 1972 Kreisstadt des Landkreises Wolfstein. Nach der Vereinigung des Landkreises mit dem Landkreis Grafenau wurde es Kreisstadt des Landkreises Freyung-Grafenau.

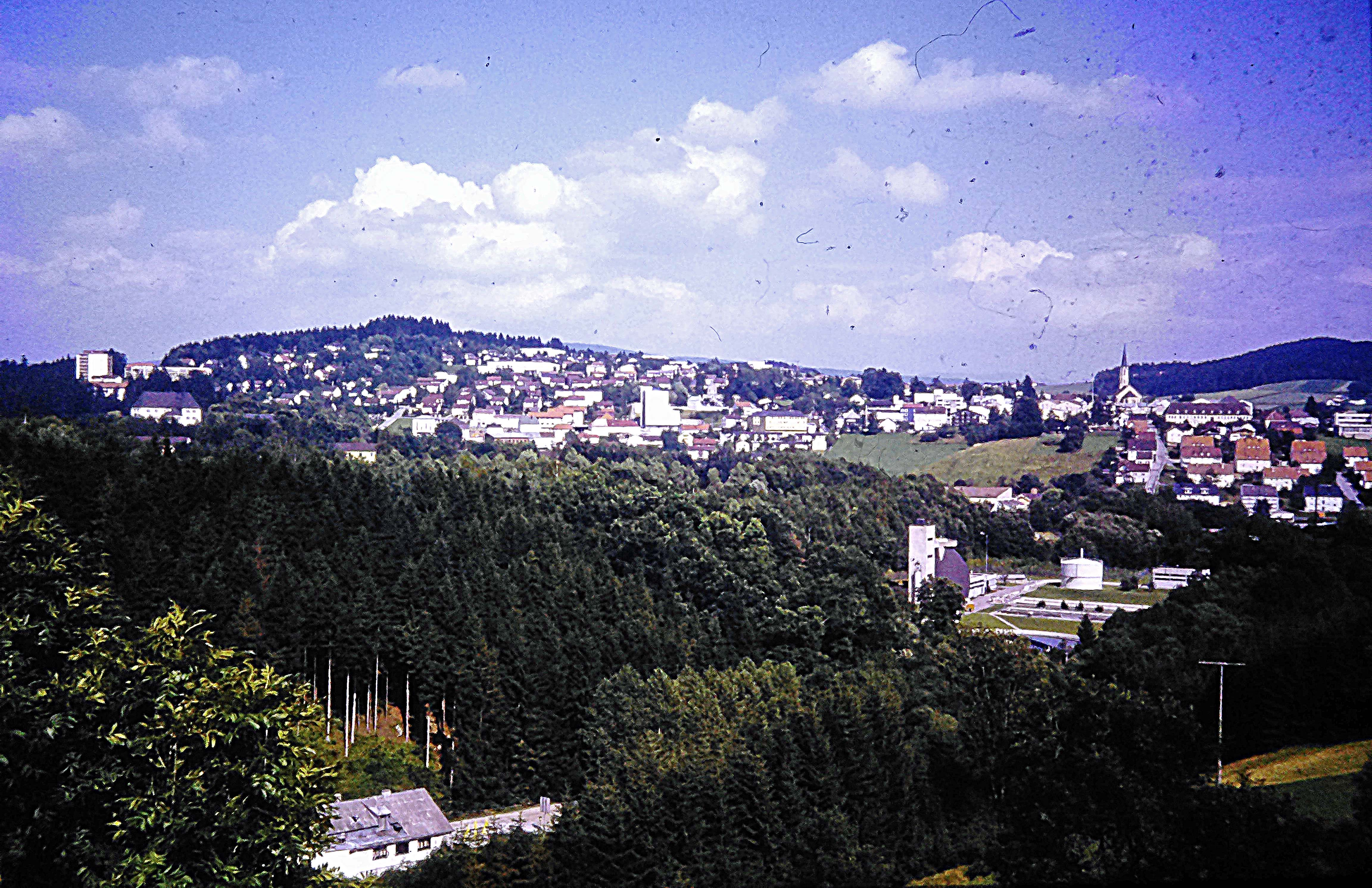
Freyung von Westen (1985)

Im März 2017 erhielt Freyung den Zuschlag für die Ausrichtung der Bayerischen Landesgartenschau 2022. Diese wurde auf das Jahr 2023 verschoben.

### Eingemeindungen
Am 1. April 1954 wurden die Gemeinden Ahornöd und Ort eingegliedert. Da sich in Ort der Sitz des Landratsamtes des Landkreises Wolfstein befand, wurde Freyung zur neuen Kreisstadt dieses Landkreises. Kreuzberg kam am 1. April 1971 hinzu. Am 1. Mai 1978 wurden Teile der Gemeinde Kumreut nach Freyung umgegliedert.

### Ausgliederungen
Am 1. März 1979 wurde ein Gebiet mit etwa 500 Einwohnern an den Markt Röhrnbach abgetreten.

### Einwohnerentwicklung
Zwischen 1988 und 2018 stagnierte bzw. wuchs die Stadt minimal von 7158 auf 7166 um 8 Einwohner bzw. um 0,1 %.
| Jahr      | 1961 | 1970 | 1987 | 1991 | 1995 | 2005 | 2010 | 2015 | 2017 |
| Einwohner | 6862 | 7282 | 7124 | 7458 | 7409 | 7235 | 6923 | 7194 | 7187 |

### Religionen
Bei der Volkszählung am 25. Mai 1987 hatte Freyung 7124 Einwohner, von denen 6582 (92,4 %) römisch-katholisch, 393 (5,5 %) evangelisch und 149 Einwohner (2,1 %) andersgläubig waren.

## Politik

### Stadtrat
Bei der Kommunalwahl am 15. März 2020 ergab sich folgende Stimmenverteilung:
| Liste/Partei                                    | Stimmenanteil |
| Christlich-Soziale Union in Bayern (CSU)        | 48,15 %       |
| Bürgergemeinschaft Stadt und Land (BGStuL)      | 20,57 %       |
| Ökologisch-Demokratische Partei (ödp)           | 10,81 %       |
| Überparteiliche Wähler Freyung-Kreuzberg (ÜWFK) | 9,96 %        |
| Junge Wähler Union (JWU)                        | 10,52 %       |

Sitzverteilung
|      | CSU | SPD | BGStuL | ödp | ÜWFK | FDP | JWU | Gesamt |
| 2008 | 10  | 1   | 4      | 2   | 1    | 1   | 1   | 20     |
| 2014 | 10  | –   | 4      | 2   | 2    | –   | 2   | 20     |
| 2020 | 10  | –   | 4      | 2   | 2    | –   | 2   | 20     |

### Bürgermeister
- 1946–1952: Josef Haas
- 1952–1956: Ludwig Heydn
- 1956–1972: Josef Lang
- 1972–1978: Otto Fink (SPD)
- 1978–2002: Fritz Wimmer (CSU)
- 2002–2008: Peter Kaspar (Bürgergemeinschaft Stadt und Land (BGStuL))
- seit 2008: Olaf Heinrich (CSU), seit Oktober 2013 auch Bezirkstagspräsident

Derzeit besteht die Stadtspitze aus
- Erstem Bürgermeister Olaf Heinrich, CSU (2008: 62,74 % der gültigen Stimmen im ersten Wahlgang, 2014: 94,53 %, 2020: 94,82 %)[12]
- Zweitem Bürgermeister Heinz Lang, GRÜNE, gewählt über die Liste der CSU
- Drittem Bürgermeister Christoph Endl, CSU
- weiterer Stellvertreter des Bürgermeisters, Josef Geis, CSU

### Abgeordnete
- Alexander Muthmann MdL

### Wappen
| Wappen von Freyung | Blasonierung: „In Silber auf grünem Boden ein grüner Baum, auf den von rechts ein goldener Vogel zufliegt.“ |
| Wappen von Freyung | Wappenbegründung: Der grüne Baum verweist auf die Lage der Gemeinde im Bayerischen Wald. Der frei fliegende Vogel soll wohl auf den Ortsnamen Freyung und das bessere Recht der freien Siedler im Markt (1354) anspielen. Das heutige Wappen ist erstmals auf einem Siegel der Marktgemeinde aus der Zeit um 1818 nachweisbar. Ein älteres Siegel ist wie für andere bis 1803 zum Hochstift Passau gehörende Märkte nicht überliefert. Noch 1812 führte Freyung kein Wappen. |

### Städtepartnerschaften
- Tschechien: Vimperk/Winterberg
- Österreich: Seewalchen am Attersee

## Kultur und Sehenswürdigkeiten

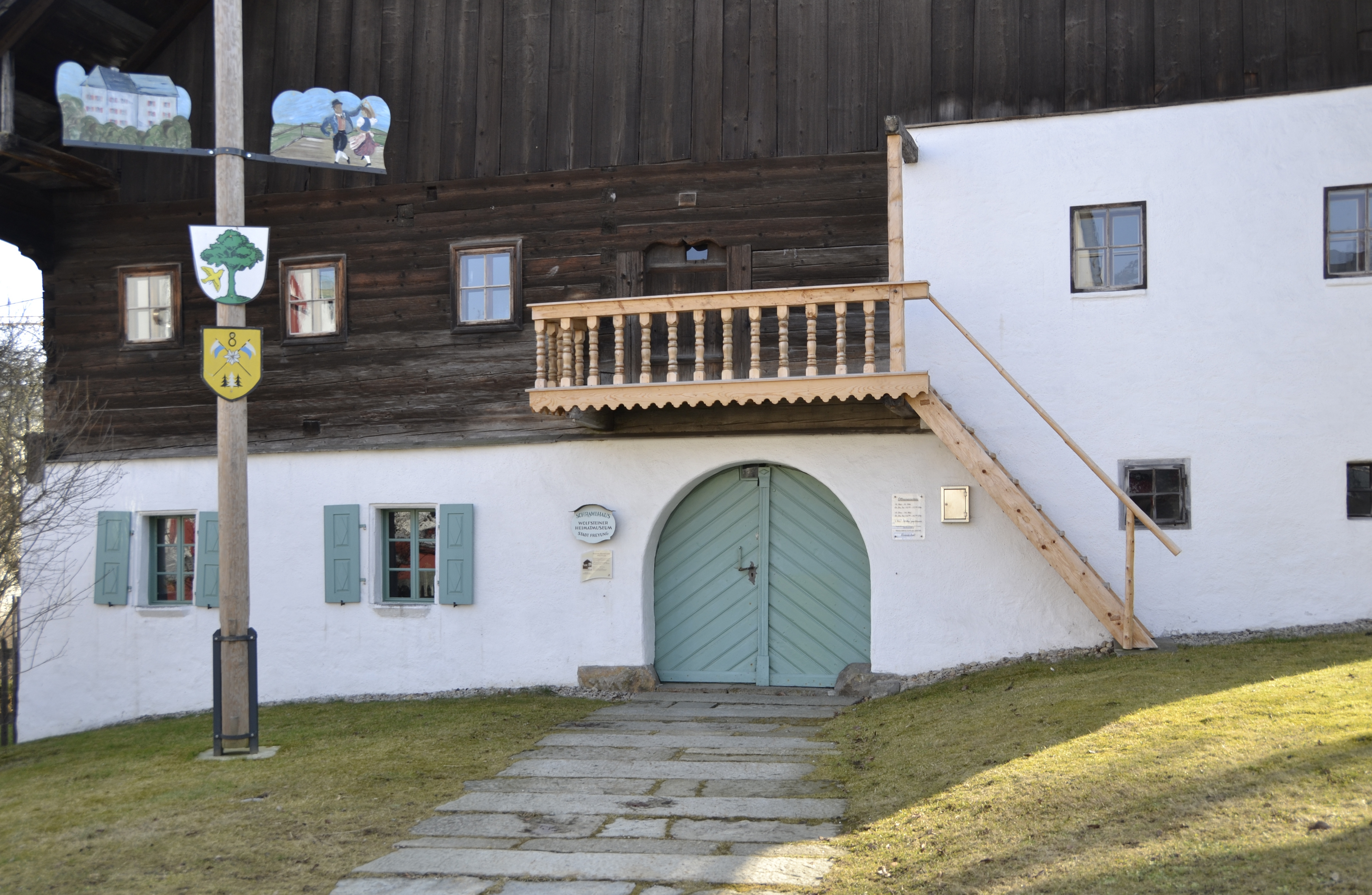
Eingangsbereich des Schramlhauses

### Museen
- Schloss Wolfstein (mit Jagd- und Fischereimuseum sowie Landkreisgalerie), Wolfkerstraße 3
- Schramlhaus (Schramlhaus, Heimatmuseum in einem Vierseithof des 17. Jahrhunderts, mit Sammlung von Glas- und Hinterglasmalerei, Abteistraße 8)
- Heimatmuseum Winterberg im Böhmerwald, Stadtplatz 3

### Filmtheater
Das Cineplex im Stadtplatzcenter wurde im November 2013 eröffnet. Es besitzt insgesamt vier Kinosäle mit 500 Sitzplätzen und 3D-Technologie.

### Bauwerke

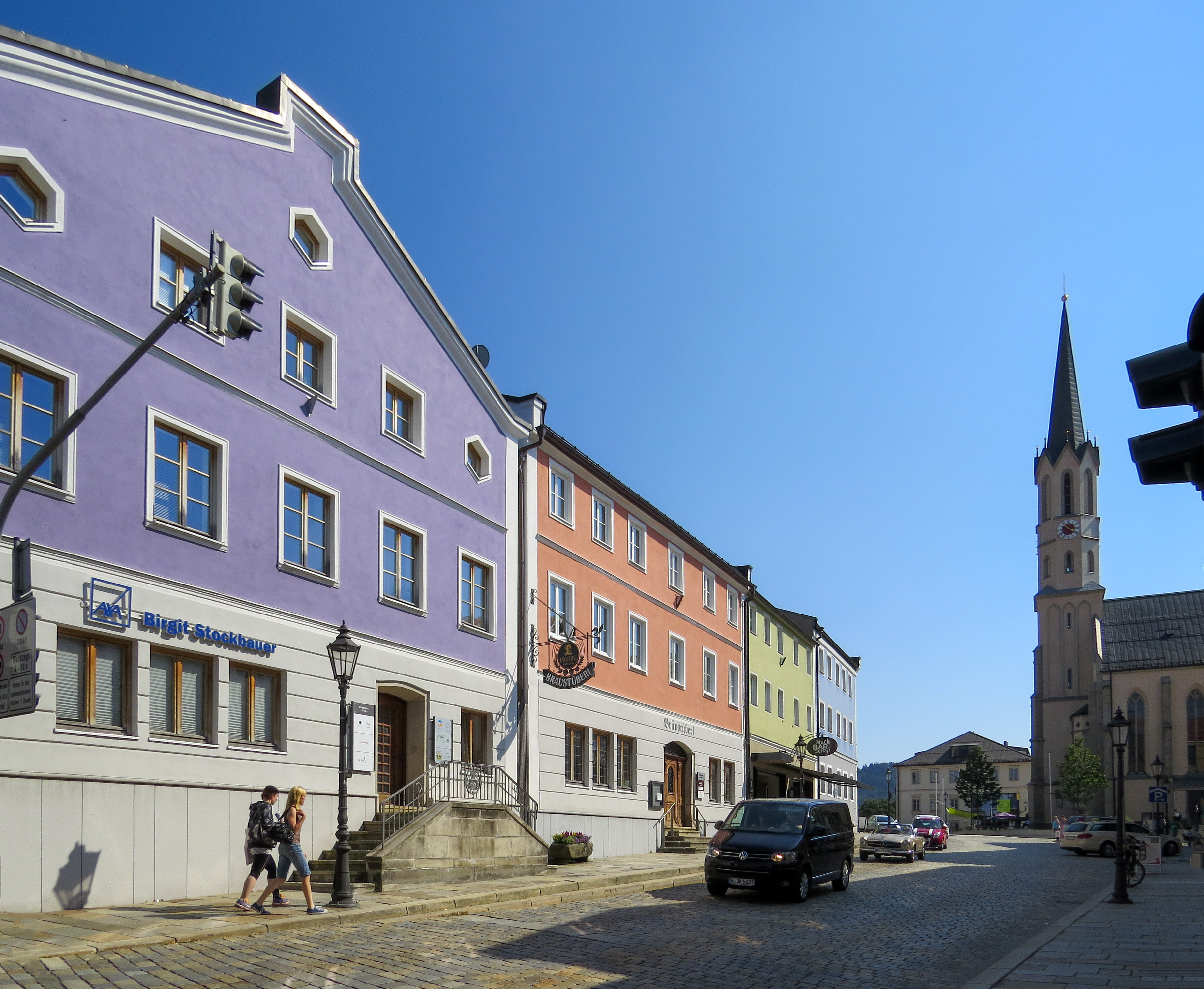
Stadtplatz in Freyung

- Katholische Stadtpfarrkirche Maria Himmelfahrt
- Pfarrhof
- Katholische Wallfahrtskirche St. Anna in Kreuzberg
- Wiesbauerhaus (Stadtplatz 6)

### Parks

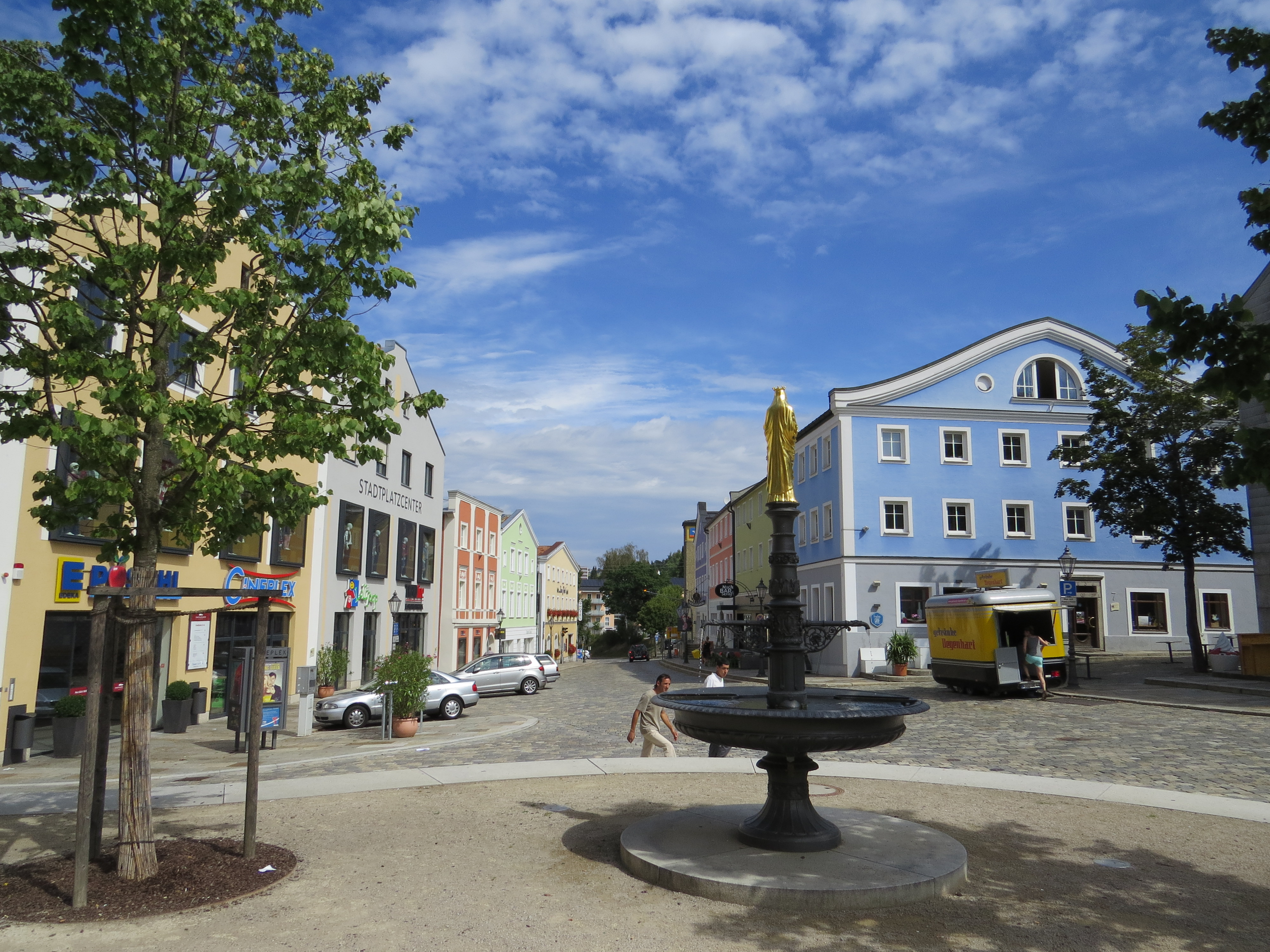
Marienbrunnen auf dem Stadtplatz in Freyung

- Auenpark
- Stadtpark
- Wohnmobil-Stellplatz Geyersberg

### Sport
- Städtisches Freibad[15]
- Hallenbad
- Ferienpark Geyersberg
- Sportplatz
- 3-fach-Turnhalle
- Eissporthalle Solla
- 1-fach-Turnhalle der Grundschule am Schloss Wolfstein

### Regelmäßige Veranstaltungen

#### Märkte
Im Frühjahr und im Herbst organisiert die Werbegemeinschaft Freyung den SonnYtag.

#### Historische Feste
Das bekannteste historische Fest, das Freyunger Schlossfest, findet jährlich am 1. Septemberwochenende statt.

### Schutzgebiete
- Buchberger Leite (Wildbachklamm)

## Wirtschaft und Infrastruktur

### Industrie
- In dem Carbidwerk Freyung werden künstliche Edelsteine hergestellt.
- Kunststoffverarbeitung Freyung (Werk der Karl Bachl GmbH & Co. KG)
- Kunststoffverarbeitung Freyung (Aptar Freyung GmbH)
- Traditionsbraukunst in der Lang Bräu Freyung eG
- Serverhersteller Thomas-Krenn AG
- Hirschmann Automotive Freyung GmbH
- Max Fuchs AG
- IB/E-Optics

### Verkehr
Die Stadt liegt an der Einmündung der B 533 in die B 12. Diese stellen den Anschluss an die Bundesautobahn 3 her; die B 12 führt bis zum Grenzübergang bei Philippsreut, wo sie in die tschechische Straße I/4 mündet, die über Strakonitz bis ins 180 km entfernte Prag führt.
Der öffentliche Nahverkehr konzentriert sich auf Busse der RBO. Im Ortsverkehr wird ein Stadtbus, der von einem lokalen Busunternehmer betrieben wird, angeboten.
Im Bahnhof Freyung endet die von Passau kommende Ilztalbahn. Diese wird seit 1982 nicht mehr im regulären Personenbetrieb bedient. Nach Flutschäden lag sie von August 2002 bis August 2009 brach. Anschließend wurde sie durch die Ilztalbahn GmbH und den Förderverein Ilztalbahn e. V. reaktiviert und wird seit 12. September 2010 zwischen Freyung und Waldkirchen und seit dem 15. Juli 2011 auf ganzer Länge wieder befahren. Im Rahmen des Freizeitverkehrsprojektes Donau-Ilz-Moldau wird nun an Samstagen, Sonntagen und Feiertagen im Sommerhalbjahr und zu Sonderfahrten ganzjährig Zugverkehr durchgeführt.
Seit 2017 bietet Freyung seinen Bürgern einen Shuttle-Bus, den man per App bestellt und der die Fahrgäste von Haustür zu Haustür fährt. Eine Software optimiert die Teilwege und berechnet die Fahrtkosten. [veraltet]Das Projekt ist zunächst auf 3 Jahre begrenzt. Mehr als zehn Prozent der Bewohner von Freyung nahmen bis 2019 an dem Projekt teil.

### Öffentliche Einrichtungen

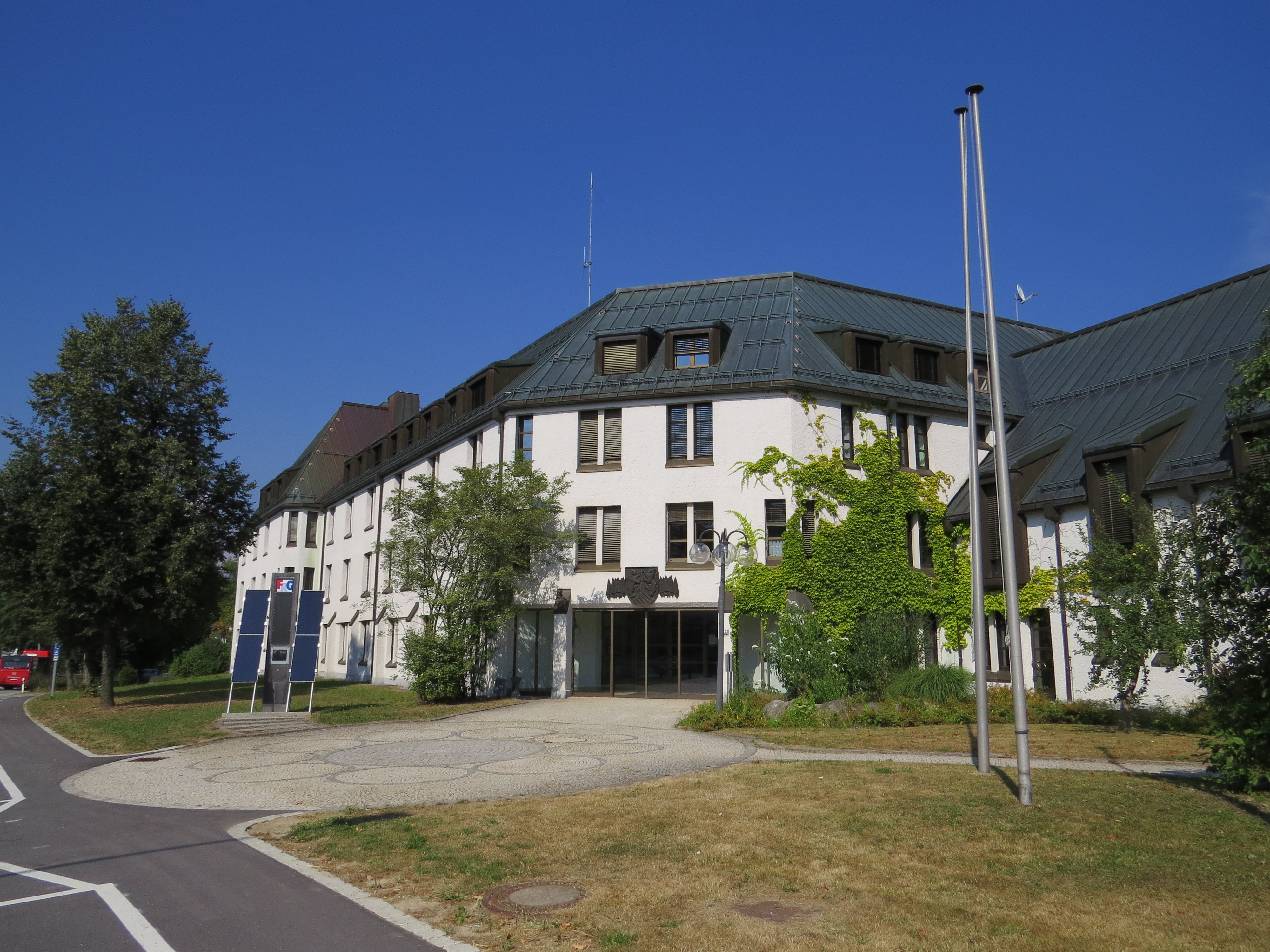
Landratsamt Freyung-Grafenau in Freyung

- Kreiskrankenhaus Freyung mit 260 Plan-Betten[18]
- Vermessungsamt Freyung
- Amtsgericht Freyung
- Landratsamt Freyung-Grafenau
- Gesundheitsamt
- Kreisbibliothek
- Stadtbücherei
- Städtisches Wasserwerk
- Staatl. Veterinäramt
- Freiwillige Feuerwehr
- Wochenmarkt
- Kaserne am Goldenen Steig, Standort des Aufklärungsbataillons 8.

### Bildung und Forschung

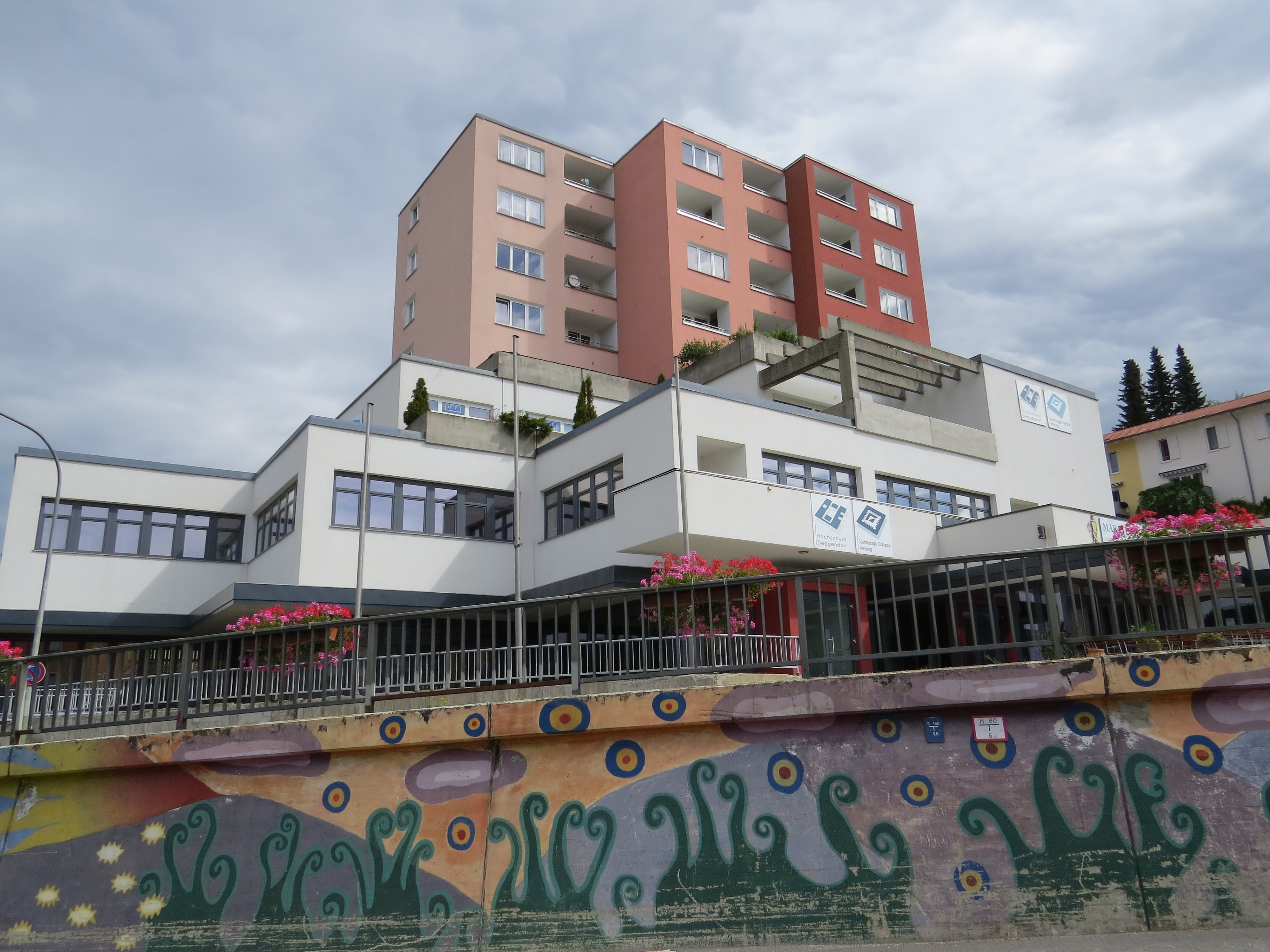
Technologie Campus in Freyung

- Kindergartenplätze: 156 (Stand: 05/2021)
- Krippenplätze: 45 (Stand: 05/2021)
- Kindergroßtagespflege: 32 (Stand: 05/2021)
- Waldkindergarten mit 25 Plätzen
- Grundschule mit 203 Schülern (Stand: 09/2021)
- Mittelschule mit 303 Schülern (Stand: 08/2021)
- Realschule mit 619 Schülern (Stand: 08/2021)
- Gymnasium mit 459 Schülern (Stand: 08/2021)
- Montessori-Schule Wolfstein mit 16 Schülern (Stand: 08/2021)
- Förderzentrum mit 53 Schülern
- Katholische Erwachsenenbildung (KEB)
- Volkshochschule Freyung-Grafenau
- Musikschule Freyung-Grafenau
- Technologie Campus, Außenstelle der Hochschule Deggendorf mit drei Lehrstühlen für Geoinformatik, Embedded Systems und Bionik. Aufnahme des Lehrbetriebs zum Wintersemester 2009/10.
- Volksmusikakademie in Bayern[19]
- geplant: Polizeiakademie[20]

## Persönlichkeiten

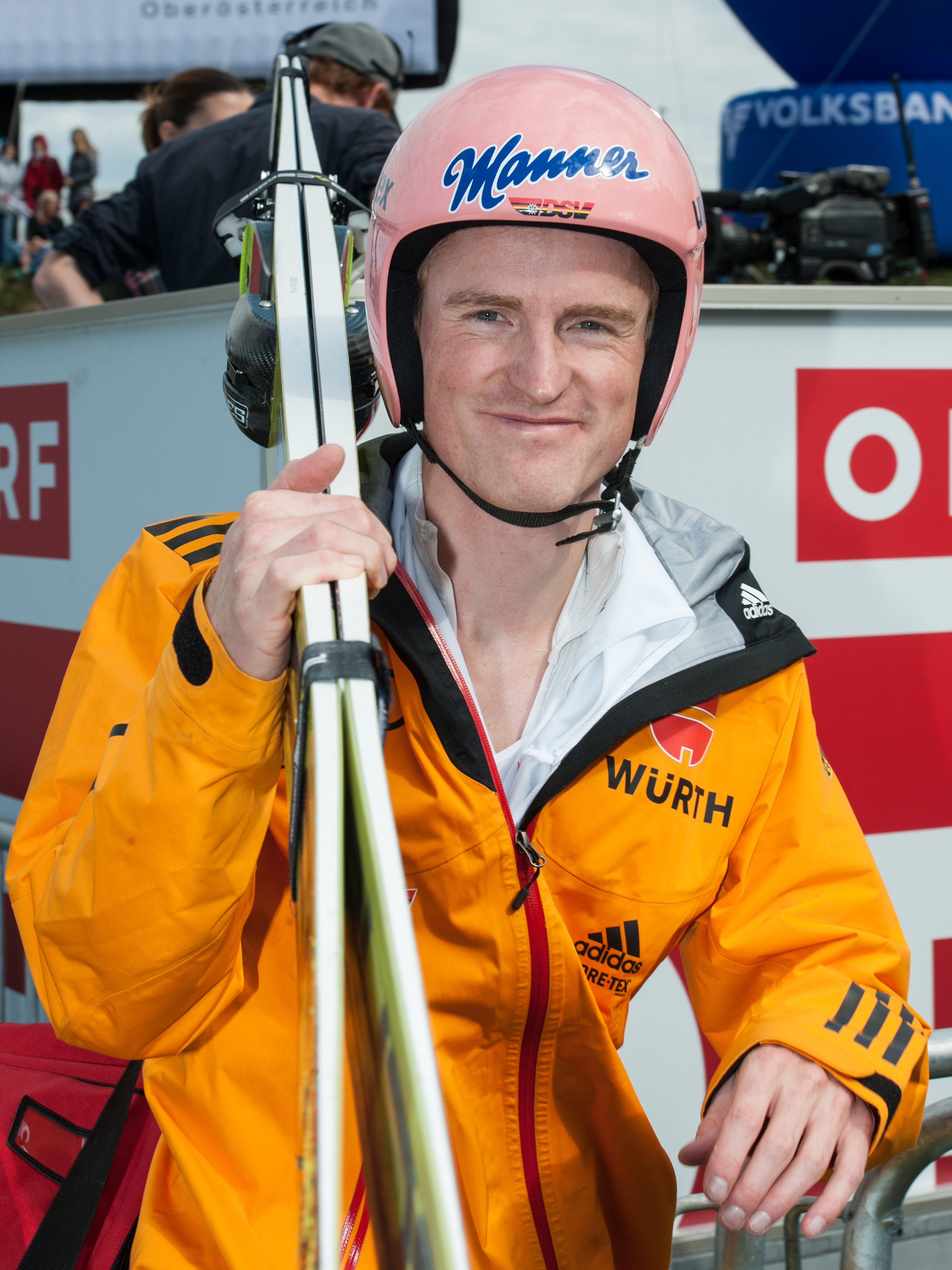
Severin Freund

### Söhne und Töchter der Stadt
- Georg Mayerhofer (1894–1966), Politiker (Bayernpartei), MdB.
- Georg Poxleitner (1898–1964), Politiker (NSDAP), MdR
- Josef Kössl (1919–1959), Jurist und Oberbürgermeister Traunsteins
- Heinrich List (Richter) (1915–2018), Präsident des Bundesfinanzhofs a. D.
- Heinrich Schmidhuber (1936–2023), Politiker (CSU), ehemaliger Landtagsabgeordneter und DFB-Schatzmeister
- Peter Krause (* 1957), Journalist und Synchronsprecher
- Gerhard Drexler (* 1964), Politiker (FDP), MdB (15. Mai bis 22. Oktober 2013)[21]
- Lisa Eder-Held (* 1966), Filmproduzentin, Regisseurin und Drehbuchautorin
- Matthias Ambros (* 1979), römisch-katholischer Geistlicher; Untersekretär des Dikasteriums für Kultur und Bildung der Römischen Kurie
- Sebastian Gruber (* 1981), Politiker und Landrat des Landkreises Freyung-Grafenau
- Severin Freund (* 1988), Skispringer
- Florian Graf (* 1988), Biathlet
- Florian Fesl (* 1988), volkstümlicher Sänger und Harmonikaspieler, DSDS-Kandidat 2016
- Julia Eichinger (* 1992), Freestyle-Skierin
- Shkëmb Miftari (* 1993), Fußballspieler
- Alexander Kunert (* 1996), Schwimmsportler
- Alia Delia Eichinger (* 2001), Freestyle-Skierin